# Norra Biskopsgården

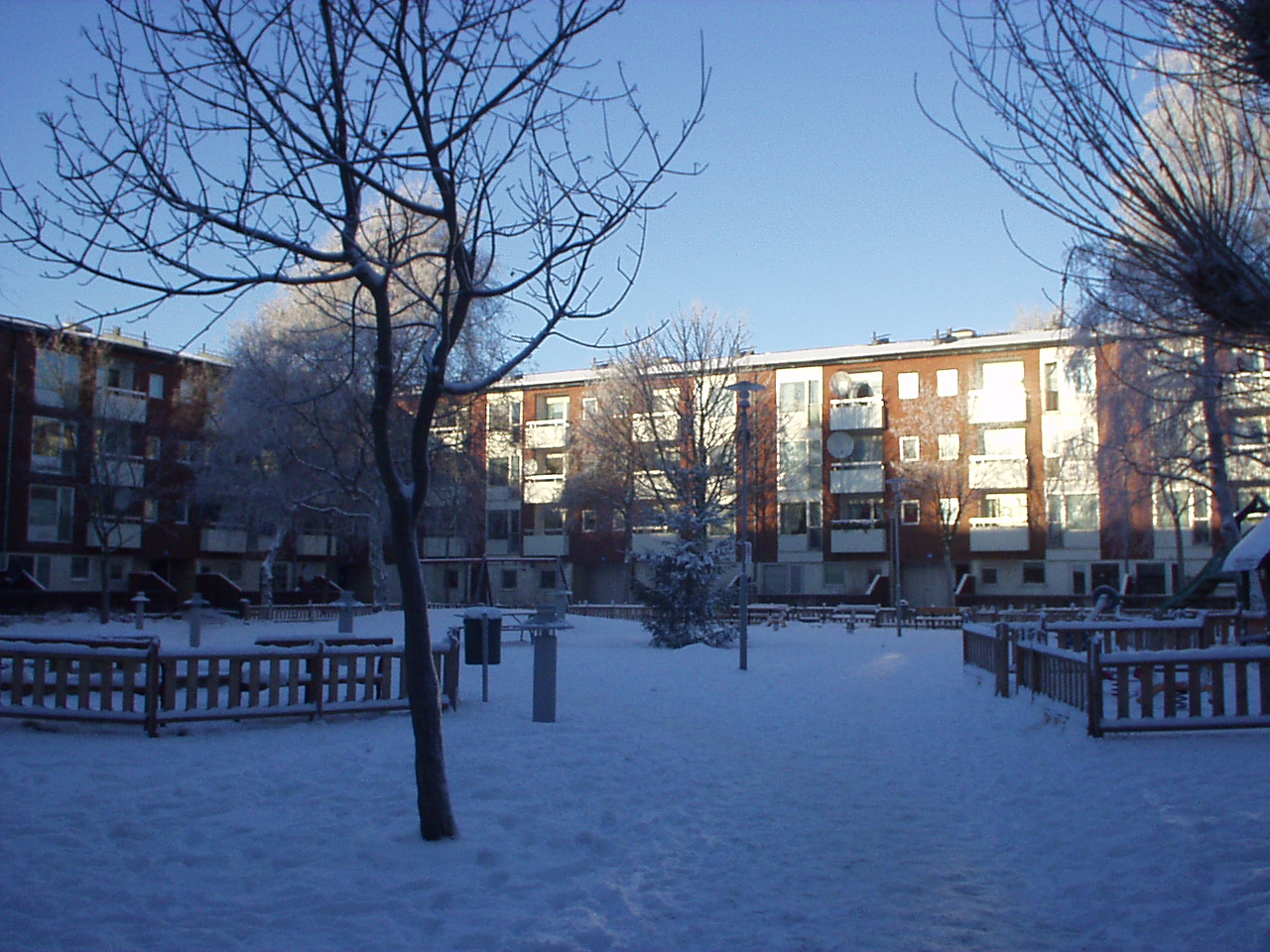
Innergården på Dimvädersgatan 19-35

Norra Biskopsgården är ett primärområde i stadsområde Hisingen i Göteborgs kommun, beläget i stadsdelen Biskopsgården i Göteborg.
Området uppfördes under 1950-talet med 1 695 lägenheter i flerbostadshus. Efter 1991 har viss komplettering med småhus skett.

## Nyckeltal

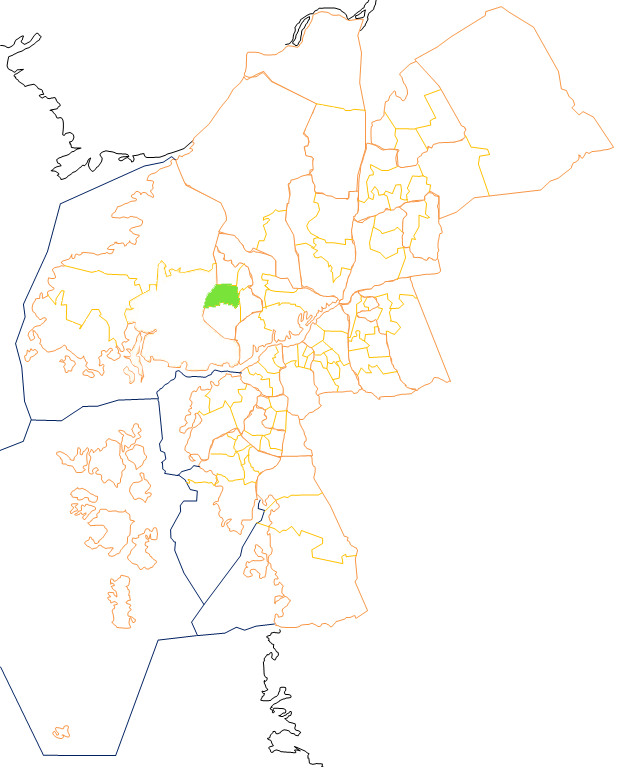
Norra Biskopsgården

Nyckeltalen redovisar statistik som beskriver Göteborg och dess 96 delområden, primärområden, per den 31 december och kan användas för att jämföra de olika områdena. Nedan redovisas uppgifter för primärområdet och jämförelse görs mot uppgifterna för hela kommunen.
|                                                           | Norra Biskopsgården | Hela Göteborg |
| --------------------------------------------------------- | ------------------- | ------------- |
| Folkmängd                                                 | 5 403               | 587 549       |
| Befolkningsförändring 2020–2021                           | -48                 | +4 493        |
| Andel födda i utlandet                                    | 64,9 %              | 28,3 %        |
| Andel utrikes födda eller med två utrikes födda föräldrar | 87,8 %              | 38,1 %        |
| Medelinkomst                                              | 200 000 kr          | 332 400 kr    |
| Arbetslöshet                                              | 18,1 %              | 6,6 %         |
| Antal ersatta dagar från F-kassan per person (16-64 år)   | 19,4                | 19,5          |
| Andel med eftergymnasial utbildning (minst 3 år)          | 15,3 %              | 37,9 %        |
| Andel bostäder byggda 1951–1960                           | 90,3 %              |               |
| Andel bostäder i allmännyttan                             | 82,9 %              | 25,9 %        |
| Antal färdigställda bostäder 2021                         | 0                   |               |
| Andel bostäder i småhus                                   | 7,8 %               | 18,3 %        |

## Stadsområdes- och stadsdelsnämndstillhörighet
Primärområdet tillhörde fram till årsskiftet 2020/2021 stadsdelsnämndsområdet Västra Hisingen och ingår sedan den 1 januari 2021 i stadsområde Hisingen.